# میلاکوویچی
میلاکوویچی (به صربی: Milakovići) یک منطقهٔ مسکونی در صربستان است که در پریژپولجه واقع شده‌است. میلاکوویچی ۶۶ نفر جمعیت دارد.